# Amytornis merrotsyi
El maluro colicorto (Amytornis merrotsyi) es una especie de ave paseriforme de la familia Maluridae endémica del sur de Australia. Habita en zonas templadas de matorral y lugares rocosos.

## Subespecies
Se reconocen dos subespecies:
- Amytornis merrotsyi merrotsyi (Mellor, 1913)
- Amytornis merrotsyi pedleri (Christidis,L, Horton,P y Norman,JA, 2008)[5]